# Cephalotes bohlsi
Cephalotes bohlsi é uma espécie de inseto do gênero Cephalotes, pertencente à família Formicidae.